# José Hercílio Curado Fleury
José Hercílio Curado Fleury (Corumbá, 6 de março de 1910 – São Paulo, 4 de outubro de 1999) foi um político e advogado brasileiro filiado ao Partido Social Progressista que serviu como suplente empossado de deputado estadual por Goiás e posteriormente, como chefe de gabinete do Ministro do trabalho e previdência social do Brasil, tendo servido sob dois chefes da pasta ministerial. 
Sob seu mandato estadual, apresentou e fez ser aprovado o artigo 54 da Constituição Estadual de Goiás de 1947, que autorizava o  desmembramento de até 55.000 Km2 no Planalto goiano para localização  do futuro Distrito Federal.

## Primeiros anos
Nascido em Corumbá de Goiás, em 6 de março de 1910, José Hercílio Curado Fleury era filho de Ana Joaquina e César Dunstan Curado Fleury, que era um político local e presidiria o diretório municipal do Partido Social Democrático. Estudou no Ginásio Diocesano de Uberaba, no Liceu de Goiás e bacharelou-se em direito pela Faculdade de Direito da  Universidade do Brasil.

### Participação no Integralismo
Durante o período Constitucional da Era Vargas, Curado Fleury esteve no Rio de Janeiro se bacharelando em direito. Ali, participou de movimentos estudantis, sendo um dos organizadores da Associação Goiana no Rio de Janeiro. Ingressou no partido de aspirações nazi-fascistas, a Ação Integralista Brasileira, onde permaneceu até a extinção e o surgimento da ditadura do Estado Novo. Após isso, exerce a advocacia em Corumbá, a partir de 1938.

## Carreira política

### Deputado estadual por Goiás
Após o fim do Estado Novo,  José Hercílio ingressa na política para disputar as Eleições estaduais em Goiás em 1947, embora tenha perdido com apenas 983 votos. Ele acabou por assumir o mandato quando o Tribunal Superior Eleitoral cassou o registro do Partido Comunista Brasileiro em maio de 1947. Durante seu mandato, apresentou o artigo constitucional estadual aprovado, de número 54, que tratava das Disposições Transitórias e que que autorizava o desmembramento de até 55.000 km2 no Planalto goiano para localização  do futuro Distrito Federal. Também representou o governador Coimbra Bueno, na instalação do município de Porangatu.

### Atuação pedagógica
Foi Sócio Fundador do Centro Universitário de Brasília – CEUB, 1967; tornando-se depois Secretário Geral (1971-1972) e Diretor da Faculdade de Direito (1972-1974); e Conselheiro do CEUB de 1967 até sua morte.

### Secretário-geral do PSP-Goiás
José Hercílio contribuiria ainda, na formação do Partido Social Progressista no estado de Goiás, filiando-se ao partido e tornando-se Secretário-geral do Diretório Regional. Permaneceu até a dissolução do PSP, com o Ato Institucional n.º 2.

### Funcionário doMinistro da Previdência Sociale doMinistério do Trabalho
Foi Consultor Jurídico e Chefe do Serviço Jurídico do Instituto de Aposentadoria e Pensões dos Empregados de Transportes e Cargas, o IAPTEC, do período de 1954 até 1966, quando assumiu a assessoria parlamentar do Ministério do Trabalho do Brasil, permanecendo até 1970. Em seguida, chefiou o gabinete do Ministro, Júlio Barata, de 1970 até 1974, quando comandou o gabinete dos dois primeiros titulares do Ministério da Previdência Social, encerrando o seu serviço ministerial em 1980.

## Morte
Faleceu em 4 de outubro de 1989, com residência fixada em São Paulo.